# Spathoglottis aurea
Spathoglottis aurea är en orkidéart som beskrevs av John Lindley. Spathoglottis aurea ingår i släktet Spathoglottis och familjen orkidéer. Inga underarter finns listade i Catalogue of Life.

## Bildgalleri

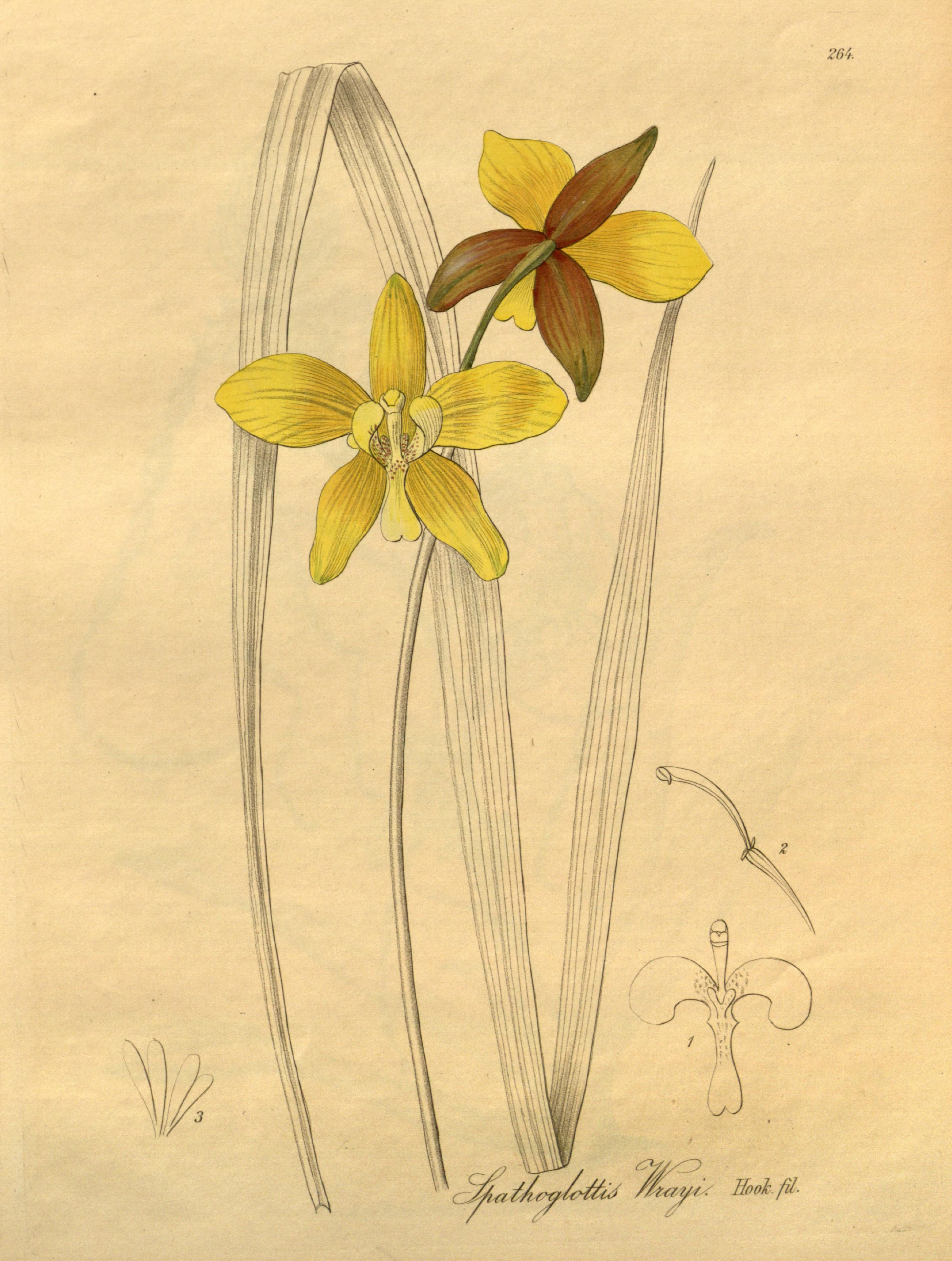